# Skerries
Pour les articles homonymes, voir Skerry.
Skerries (en irlandais : Na Sceirí, les rochers) est une ville côtière dans le comté de Fingal, en Irlande.
Elle faisait auparavant partie du comté de Dublin, les habitants continuent de se considérer comme habitants de ce comté. Son nom provient du vieux norrois Skere (qui signifie petite île côtière).

## Géographie

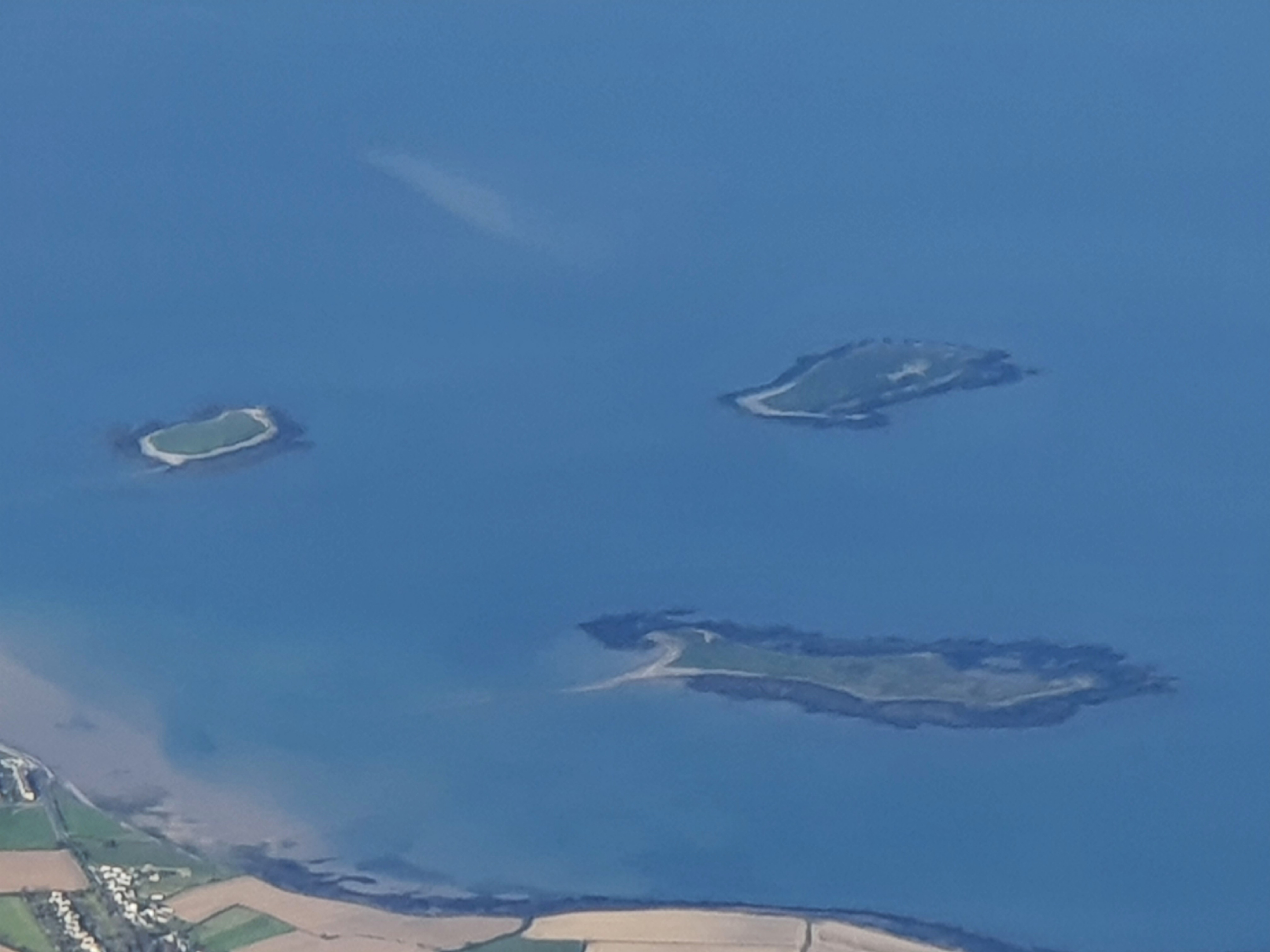
Vue des îles Skerries.

Skerries a été un port de pêche actif, puis un important centre de broderie à la main. Cependant, au XXe siècle, la localité est devenue une station balnéaire et une ville-dortoir pour les navetteurs de Dublin.
Skerries se trouve sur un terrain en pente douce vers la côte, en partie surplombée par des falaises basses.
Des collines s'élèvent autour de la ville dont Mill Hill où un moulin à vent est installé depuis longtemps.
La ville s'est construite autour de deux longues rues, Strand Street et Church Street, entre les collines et les plages environnantes.
Skerries South Strand est une longue plage de sable (2,5 km de long).
Red Island, Mill Hill, Hillside, le parc Ardgillan et Demesne, Barnageera, dans une moindre mesure, le château Baldungan, bénéficient de sites surplombant la ville.

### Les îles

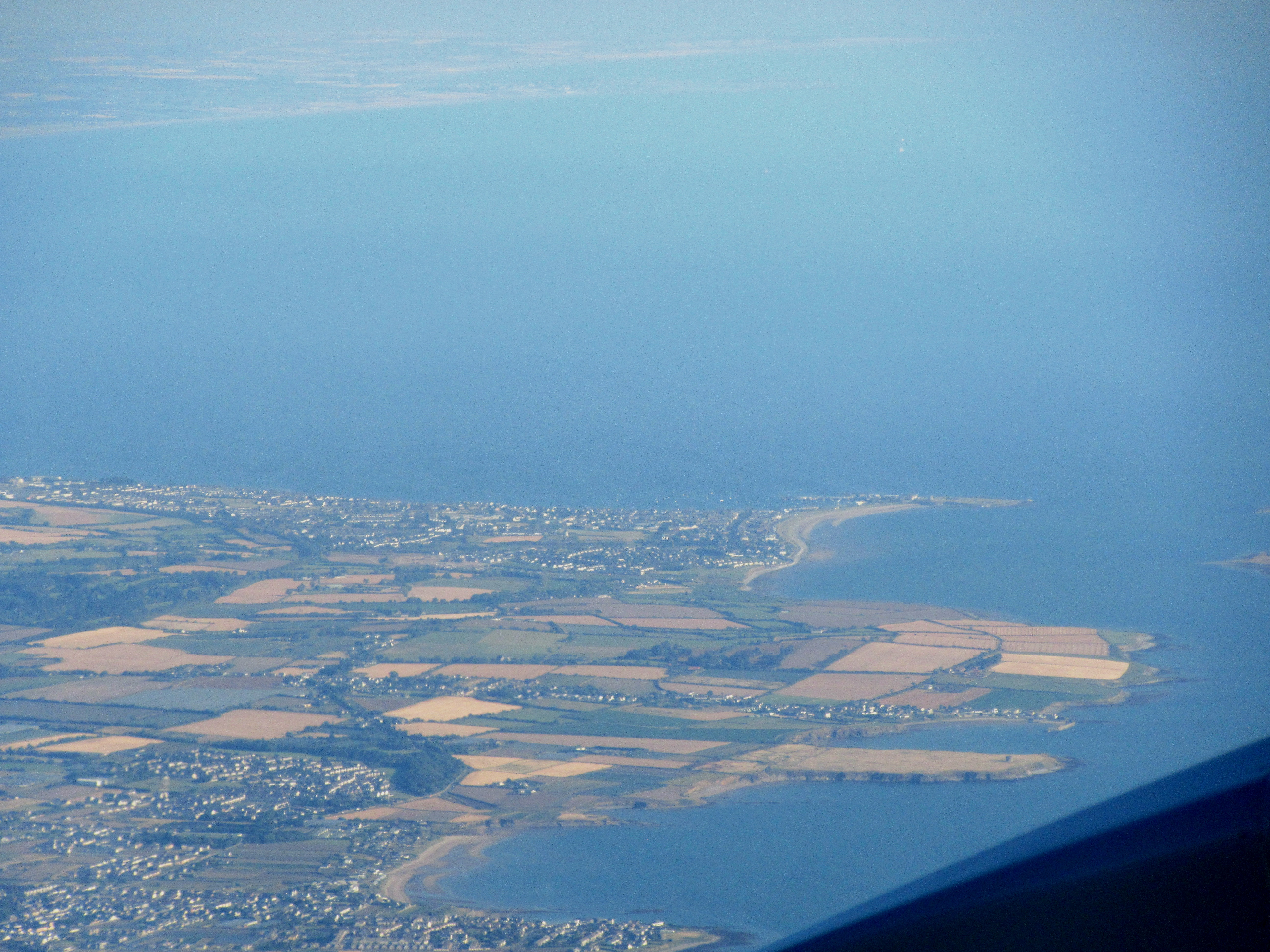
Skerries et Red Island vus d'avion, 14 août 2016.

La localité compte cinq îles granitiques situées au large de ses côtes, Shenick, Saint-Patrick, Colt et l'ensemble de Rockabill qui comprend « The Cow » (la vache) et « The Calf » (le veau) séparées par un canal étroit. Red Island est une île rattachée à l'île principale d'Irlande, accessible par Harbour road.
Rockabill est un refuge pour oiseaux, elle a le plus grand nombre de reproducteurs de Sterne de Dougall en Europe.
C'est aussi l'ensemble d'îles le plus éloigné de la ville qui possède un phare, à 6,5 km du sentier le plus proche sur Red Island.
La tour Martello sur l'île Shenick est l'une des nombreuses tours de défense érigées pendant la période des guerres napoléoniennes le long de la côte irlandaise par les Britanniques. La tour est située exactement à 1,6 km du grand moulin à vent et à environ 1,5 km du monument sur Strand Street et de l’autre tour Martello de Red Island.
L'île Shenick est accessible à pied aux marées les plus basses mais cela est déconseillé en raison de l'arrivée relativement rapide de l'eau de mer, provoqué par le renversement de la marée. Les autres îles sont plus difficiles à atteindre, c'est possible par bateau.
L'île Saint-Patrick s'appelle ainsi parce que le saint patron irlandais y aurait débarqué et commencé sa conversion du pays au christianisme.

## Toponymie
Le nom de la ville proviendrait des mots nordiques skere et ey, traduits en irlandais par na sceirí, ce qui signifie « îles rocheuses ».

## Histoire

### Les invasions et l'arrivée des évangélisateurs
Les écrits les plus anciens mentionnent qu'une île au large de Skerries a été utilisée comme lieu de départ pour une invasion au IIe siècle de notre ère. Cette île était soit Shenick, soit Red Island, qui aurait été une île accessible à marée basse à l'époque. Lorsque les envahisseurs ont débarqué, ils se sont dirigés à marée basse vers le continent, où ils ont été rapidement vaincus par les habitants de l'ancienne colonie de Knocknagin, au nord de Balbriggan. Les îles étaient auparavant connues sous le nom d '«Islands of Cor», probablement d'après le nom des habitants d'origine.

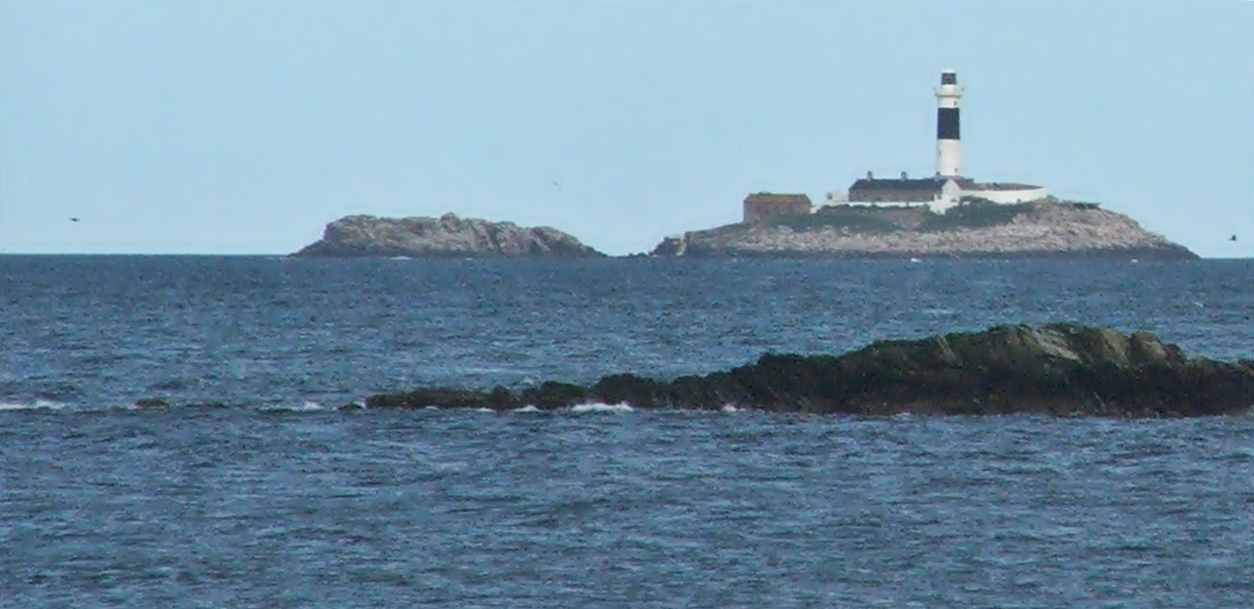
Le phare de Skerries sur l'île de Rockabill.

En 432 apr. J.-C., St. Patrick a débarqué sur Church Island et, selon les Annales d'Inisfallen, saint Mochonna, y a fondé un monastère peu de temps après.
En 797, les Vikings (ou « Danois ») ont effectué l'un de leurs premiers raids en Irlande lorsqu'ils ont pillé le monastère sur Church Island.
Comme l'origine du nom est nordique et que de nombreuses localités ont des noms basés sur le nordique, on suppose que les Vikings se sont installés et ont occupé la région.
Sitric, fils d'un Danois appelé Murchard, a fondé le monastère de Church Island en 1120. Il l'a dédié à St. Patrick, l'apôtre de l'Irlande. À cette époque, les Danois installés en Irlande étaient devenus chrétiens.
En 1148, Malachie, archevêque catholique romain d'Armagh , organise un synode sur l'île Saint-Patrick afin de régler les différends entre les chrétiens irlandais et le pape.
Quinze évêques, deux cents prêtres et d'autres membres du clergé sont présents.

### Moyen Âge
En 1320, la seigneurie de Skerries est attribuée à Sir Michael le Veel. Ses descendants ont anglicisé leur nom en « The calf » (le veau).
Le roi Henri VII donne l'autorisation de construire un ponton en 1496.
À cette époque, Skerries était la propriété du monastère de Holmpatrick. La ville était connue sous le nom de « port de Holmpatrick ».

### Les Hamilton
En 1565, après la Réforme, le monastère et ses terres sont devenus la propriété de Thomas Fitzpatrick.
En 1605, le manoir et les terres de Holmpatrick furent concédés au comte de Thomond.
En 1721, le dernier comte vendit le manoir et les terres et la ville de Skerries à la famille Hamilton de Hacketstown.
Les cartes de Skerries dessinées en 1703 et 1760 laissent à penser que la famille Hamilton a procédé à l'organisation des rues telles qu’elles se présentent aujourd’hui.
Entre 1863 et 1865, un monument à la mémoire de James Hans Hamilton, propriétaire local et député, a été érigé à Skerries. En 1897, la famille Hamilton se voit attribuer le titre de Lord Holmpatrick.

### Début duXXesiècle
Après le soulèvement de Pâques 1916, un destroyer britannique accoste à Skerries pour aider les garnisons de Dublin à réprimer l'insurrection[citation nécessaire].
Deux cents hommes du North Staffordshire Regiment débarquent sous le commandement du capitaine Clay. Pour tenter de freiner leur progression vers Dublin, les rebelles locaux font sauter le pont sur la voie ferrée à Donabate. [citation nécessaire].
Au cours de la guerre civile irlandaise, en 1922, Harry Boland est mortellement blessé au cours de son arrestation par les forces de l'État libre d'Irlande au Skerries Grand Hotel. [citation nécessaire]

#### Camp de vacances scolaires Gentours
La ville a possédé un établissement pour les vacances scolaires. C'était à l'origine un camp Gentours, réservé aux garçons,.
Ensuite, il est devenu le camp Gentours Children.

#### Camp de vacances de Red Island
À la fin des années 1940, un camp de vacances a été construit à Red Island par la famille Quinn, fondateurs de la chaîne de supermarchés Superquinn>.
Le camp a été vendu quelques années plus tard à Swords auctioneer Shane Redmond[citation nécessaire].
Il comptait 250 chambres sous un même toit, ainsi que des espaces de restauration et de divertissement. À cet égard, l’hébergement à Red Island diffère de celui des chalets plus typiques des autres camps, tels que celui de Butlin.
L'activité de tourisme de vacances a été fermée au début des années 1970, la concurrence des centres de villégiature étrangers devenant de moins en moins chère et plus accessible. La salle de bal a continué à servir de lieu de spectacle à des groupes pop et rock tcomme Horslips et Thin Lizzy, jusqu'à ce que tous les bâtiments soient finalement démolis dans les années 1980.
Red Island est maintenant un espace de loisirs pour la communauté locale, avec une aire de jeux et des zones de baignade. [citation nécessaire]

### Fin duXXesiècleet époque contemporaine
Deux moulins à vent ont été entièrement restaurés et remis en activité, ainsi qu'un moulin à eau, un musée et un café.
Un des moulins à vent a perdu ses voiles lors des tempêtes de janvier 2007, mais a depuis été réparé
Comme dans la majeure partie de l'arrière-pays de Dublin, Skerries a enregistré une croissance massive des propriétés résidentielles à la fin des années 90 et au début du XXIe siècle.
McGloughlin, Shiels, Duff, Grimes, Beggs et Branagan figurent parmi les plus anciens noms de familles locales.
La famille Shiels remonte aux années 1830.

## Enseignement
La ville possède un établissement secondaire, le Skerries Community College, appelé à l'origine Collège Holy Faith / De La Salle. Le collège a vu le jour à partir de 1982, à la suite de la fusion du collège De La Salle, de l’école professionnelle de Skerries et du couvent Holy Faith. Il compte en moyenne 1 000 élèves répartis sur 6 années d'enseignement (de la première à la sixième année, année de transition facultative comprise). Il s’agit d’une école mixte, contrairement aux établissements d’origine du collège.
La localité possède quatre écoles primaires : l'école nationale Réalt na Mara, St. Patricks, Holm Patricks et Educate Together Skerries.
Il existe de nombreuses opossibilités pour les enfants d'âge préscolaire, principalement familiales.

## Les tours Martello

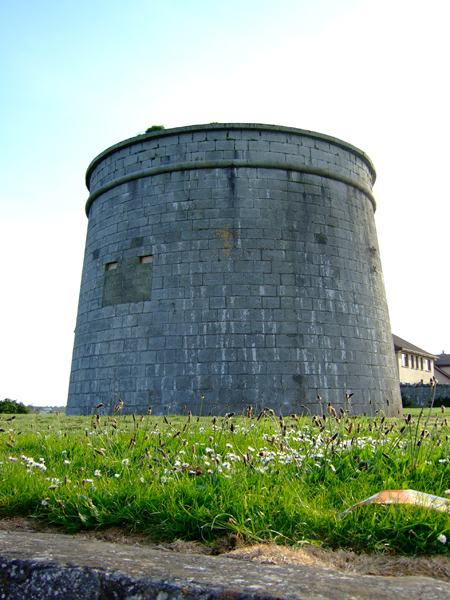
Martello Tower.

Les deux tours Martello de Red Island et de Shenick Island font partie d'une chaîne de tours construites au début du XIXe siècle. Elles ont été édifiées par les Britanniques le long des côtes irlandaise et anglaise et devaient servir de protection face aux armées françaises de Napoléon (dans le scénario d'une invasion) et de système d'alerte rapide en cas d'attaque. La tour de Red Island a été utilisée dans le cadre du camp de vacances de Red Island ((en) Red Island Holiday Camp). Elle a été démolie dans les années 1980.

## Arts